# ホーカー シーフューリー
フューリー / シーフューリー
飛行するシーフューリー FB Mk.11 WF619号機
(撮影年不詳)
- 用途：戦闘機、戦闘爆撃機
- 分類：艦上戦闘機
- 設計者：シドニー・カム
- 製造者：ホーカー・エアクラフト社
- 運用者

  -  イギリス海軍
  -  オーストラリア海軍
  -  カナダ海軍
  -  オランダ海軍
  -  パキスタン空軍　など
- 初飛行：

  - 1944年9月1日（フューリー）
  - 1945年2月21日（シーフューリー）
- 生産数：864機[1]
- 生産開始：1945年
- 運用開始：1947年5月（イギリス海軍）
- 退役

  - 1953年（イギリス海軍）
  - 1955年（イギリス海軍志願予備員）
  - 1956年（カナダ海軍）
  - 1957年（オランダ海軍）
  - 1968年（ビルマ空軍）
- 運用状況：退役
- 原型機：テンペスト

シーフューリー（Hawker Sea Fury ）は、イギリスのホーカー社が開発しイギリス海軍艦隊航空隊などが運用した艦上戦闘機。
「シーフューリー (Sea Fury)」とは、海の怒りの意。元々はフューリーとして空軍にも採用される予定だったが、空軍が計画を中止したのちシーフューリーの名で海軍に採用された。イギリス海軍で運用された最後のレシプロ艦上戦闘機である。

## 開発
ホーカー・エアクラフト社が第二次世界大戦中に送り出したホーカー タイフーンは設計の不備や搭載エンジンのネイピア セイバーの不調により、当初要求された高速戦闘機としては失敗作となったが、低空での運動性の良さから戦闘爆撃機として活躍した。
だが、タイフーンはある意味失敗作であったため、ホーカー社は速度性能と高高度性能の向上を図り、タイフーンの主翼と胴体を改設計したホーカー テンペストを開発。大幅な性能向上と本来の高速戦闘機の実用化に成功した。しかし、テンペストは構造が複雑で機体重量が自社の想定より重くなってしまい、1942年頃からホーカー社はテンペストを改設計した機体の開発を計画した。折良く、空軍からテンペストの軽量型戦闘機を求める仕様F.6/42が出され、空冷エンジンのブリストル セントーラスを搭載した戦闘機を提案。ここから、後のシーフューリーとなる機体の開発が本格化した。また、ホーカー社はテンペストまでの設計では、機体構造に鋼管骨組みを用いてモノコック構造を一部にしか用いなかったが、この機体から軽量化のため機体全体にモノコック構造を採用することとした。
6機の試作機が発注され、1機はセイバーテスト用だったが保留とし、2機はグリフォンエンジンを搭載、2機はセントーラスXXII、1機はセントーラスXIIエンジンをそれぞれ搭載した。1944年9月1日にダウティ・ロートルの4枚ブレードとセントーラスXIIを搭載した試作機が初飛行を行い、11月27日にはロートル6枚ブレードとグリフォン85を搭載した2機目の試作機が初飛行を終え、フューリーと名付けられた。
その後、1943年に海軍向け戦闘機仕様F.2/43が出され、ホーカー社はこの要求も仕様F.6/42の機体を一部改設計して対応することとし1944年には設計が終了。1945年2月21日には艦載機用のアレスティング・フックとセントーラスXIIを搭載した海軍向けの機体、シーフューリーが初飛行した。10月12日には仕様N.22/43の要求に基づき、ロートル新型5枚ブレードとセントーラスXVを搭載し、両翼の折りたたみ機構を備えた2機目が初飛行した。
1945年に入るとヨーロッパ方面の戦争は佳境を迎え、イギリス空軍向けのフューリーの発注はキャンセルされてしまった。同年5月8日にはドイツが降伏した（欧州戦線における終戦）。イギリス海軍はレンドリース法で貸し出されていたヴォート コルセアの返却か購入を迫られ、足回りに欠点があって艦載機向きではないスーパーマリン シーファイアも交代の必要があると判断し、シーフューリーの発注数も当初の200機より100機と大幅に削減したが、発注と開発は継続させた。
ホーカー社は少しでも生産数を増やすべく輸出にも力を入れた。そのため、空軍用より艦載機用と輸出用の生産が主となった。また、ボールトンポール社との製造契約も打ち切り、全機が自社のキングストン工場で製造する計画に変更となったが、ボールトンポールから引き取った試作機をテストする過程でエンジンが焼き付く故障が発生した。これらは滑空油の循環システムが原因であることがすぐに判明し、循環システムを改めたセントーラス18にすることで解決した。
50機のMk. X（後にF. 10）製造され、1947年から海軍への納品と実戦テストが始まった。空母ヴィクトリアスでの試験で振動を軽減するためエンジンマウントを改良し、フックがワイヤーに引っかからない不具合があったため、ダンパーを追加を行った。空母イラストリアスではアレスティング・フック自体の強度を上げて延長したモデルが試験された。7月31日にA&AEE（航空機・兵装実験機関）で作戦使用の認可が降りた。

## 運用

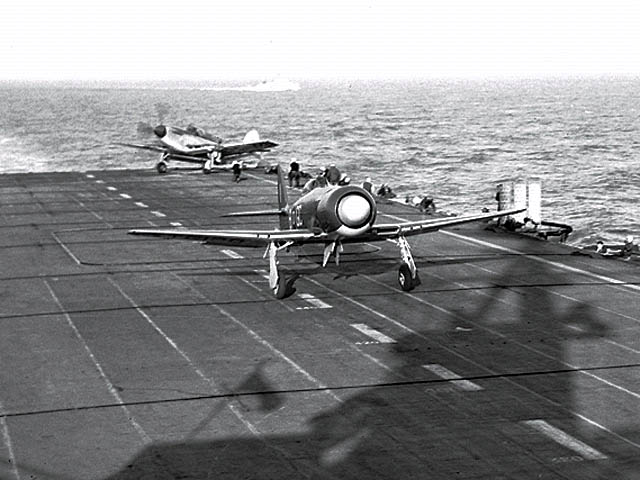
カナダ海軍のFB.11。

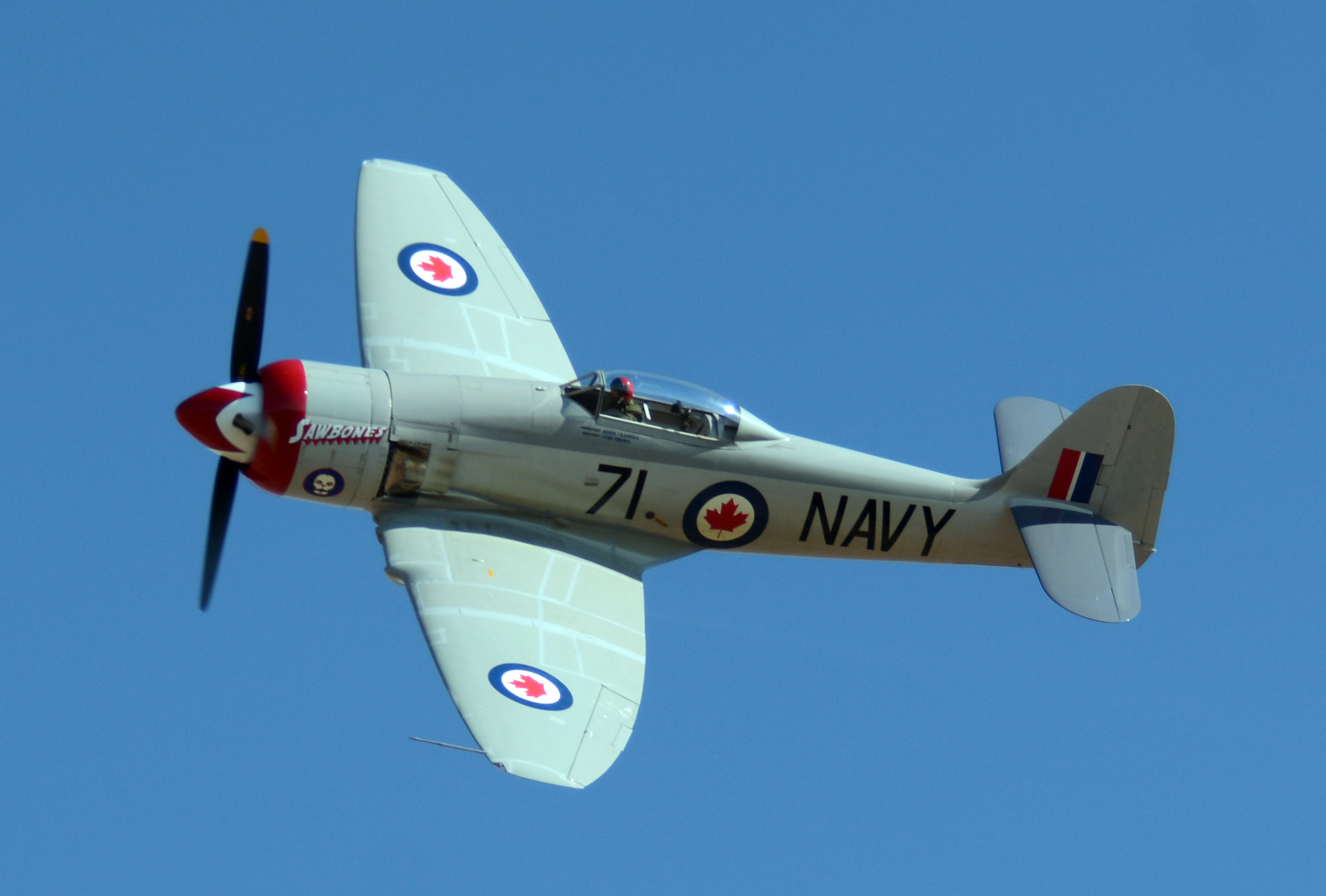
カナダ海軍から払い下げられレース機となったFB.11（リノ・エアレース、2014年）。

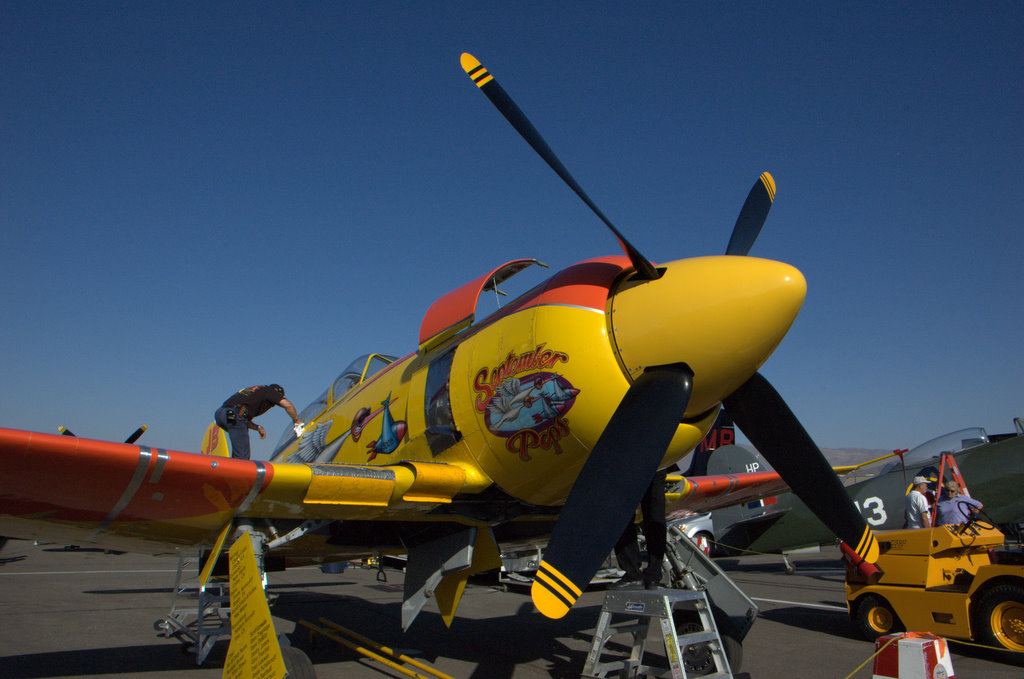
派手な塗装が施されたシーフューリー改造機（リノ・エアレース、2008年）。

シーフューリーは、セイバーエンジンに比べれば、比較的構造が単純な空冷のセントーラスエンジンを搭載していたものの、配備初期の頃にはマイナートラブルに見舞われた。だが、早期に解消され、以降は大きな問題は起きず、全体的に信頼性が高く、運動性も良好で高性能な機体として評価されることとなった。また、艦載機として使用されていたシーファイアは、原型のスピットファイアをそのまま転用したため、艦上機としてはトラブルが発生。同機はそれを解消することとなり、ジェット艦載機が登場するまでのつなぎとして重要な役目を果たし、海軍初のジェット戦闘機・アタッカーの配備が完了するまでの間、主力として活躍した。
第二次世界大戦には間に合わなかったが、1950年から始まった朝鮮戦争で戦果を挙げた。軽空母(コロッサス級航空母艦)のグローリー、オーシャン、シーシュースとオーストラリア海軍の空母シドニーに搭載されて実戦投入された。敵側の航空兵力が手薄だったことやジェット戦闘機の存在もあり、主に対地攻撃に用いられたが、ジェット戦闘機のMiG-15の撃墜も記録している。これは1952年8月9日に空母オーシャン搭載機の編隊が中国空軍(実際には中国義勇軍パイロットの操縦)の編隊と交戦しイギリス海軍のP・カーマイケル大尉がMiG-15を撃墜したとされている。また、フェアリー ファイアフライと出撃した際は、MiG-15の邀撃でファイアフライが被害を受けた一方でシーフューリーは振り切ることができた。別の日にMiG-15に追撃される場面があったものの、シーフューリーは損傷を受けながらも空母に帰還した。
シーフューリーは各国に輸出され、カナダやオランダ、エジプト、ビルマ、キューバ、イラク、パキスタン等で使用された。1961年には、ピッグス湾事件の際にキューバ空軍のシーフューリーがCIAに指揮された亡命キューバ人の部隊と交戦している。また、同年にビルマ空軍のシーフューリーが、シャン州の一部を実効支配し軍事拠点を築いていた中華民国軍のPB4Y-2を撃墜している。
退役後は民間に払い下げられた多数の機体が個人所有となり、現在もエアレースで活躍している。

### 採用国
- オーストラリア
- ビルマ
- カナダ
- キューバ
- エジプト
- ドイツ（民間使用）
- イラク
- モロッコ
- オランダ
- パキスタン
- イギリス

## 派生型
- フューリー試作型

LA610

テンペストMk.IIIとして製造されたが、フューリー試作機へ改造された機体。1944年11月27日に初飛行を行った。
NX798
仕様F.2 / 43で発注された2機の試作機の1つ。1944年9月1日に初飛行を行った。
NX802

仕様F.2 / 43で発注された2機の試作機の1つ。
- シーフューリー試作型

SR661
仕様N.22 / 43として発注されたが、海軍向けには半分ほどしか改造がなされなかった。1945年2月21日にセントーラスXIIエンジンを搭載し、ロートル社製4翅プロペラをつけて初飛行を行った。エンジンは後にセントーラスXVIIIに換装された。主翼の折畳機構はつけられていなかった。
SR666
仕様N.22 / 43に完全に海軍での運用に準拠して製造されたフューリーの試作機である。1945年10月12日にセントーラス XVエンジンとRロートル社製5翅プロペラで初飛行を行った。
VB857
ボールトン・ポール社によって製造されたシーフューリーMk.Xの試作機。1946年1月31日にセントーラス XVIを搭載して初飛行した。後にシーフューリーMk.XがF.10などMk.10として採用されると、セントーラス XVIIIエンジンへ換装され、FB.11型試作機として使用された。
- シーフューリーT.20試作型

VX818
1948年1月15日に初飛行を行った。イラクによって最初に注文された仕様N.19 / 47複座練習機型の試作機。
- フューリー

1944年4月28日にイギリス空軍が200機を発注した陸上戦闘機型。第二次世界大戦の終結に伴う軍備縮小により全て取り消された。
- フューリーFB.60

パキスタン空軍とオランダ海軍が採用した単座戦闘爆撃機型。パキスタン用に93機、オランダ用に12機。
- フューリーT.61

パキスタン空軍が採用した複座練習機型。5機製造。
- フューリー I

イラク空軍が採用した単座陸上戦闘機型。非公式には「バグダッド・フューリーズ (Baghdad Furies)」の愛称で知られている。55機製造。
- フューリー・トレイナー

イラク空軍が採用した複座練習機型。5機製造。
- シーフューリー F.10

イギリス海軍が採用した単座戦闘機型。ホーカーが50機を製造した。同時に300機がボールトン・ポール社に発注されたが、こちらはのちに取り消された。量産1号機は1946年8月15日に初飛行を行った。
- シーフューリー FB.11

イギリス海軍、オーストラリア海軍、カナダ海軍、オランダ海軍が採用した単座戦闘爆撃機型。615機が製造されたが、うち31機がオーストラリア海軍、53機がカナダ海軍で運用された。
- シーフューリーT.20

イギリス海軍が採用した複座練習機型。61機製造。
- シーフューリーT.20

T.20のうち民間企業「ドイツ航空諮問事業社 (Deutscher Luftfahrt-Beratungsdienst : DLB)」が取得し、西ドイツの標的曳航機として改造された型。10機改造。
- シーフューリーF.50

オランダ海軍が採用した単座戦闘機型。10機製造。
- シーフューリーFB.51

オランダ海軍が採用した単座戦闘爆撃機型。25機製造。

## 諸元
FB Mk.11
出典: The Flightline "Hawker Sea Fury." Military Aviation Archives
諸元
- 乗員: 1名
- 全長: 10.6 m （34 ft 8 in）
- 全高: 4.9 m （16 ft 1 in）
- 翼幅: 11.7 m（38 ft 4+3⁄4 in）
- 翼面積: 26 m2 （280 ft2）
- 空虚重量: 4,190 kg （9,240 lb）
- 最大離陸重量: 5,670 kg （12,500 lb）
- 動力: ブリストル セントーラス 　空冷 18気筒 二重 星型エンジン (53,600cc)、1,850 kW （2,480 hp）   × 1

性能
- 最大速度: 740 km/h （460 mph） - 高度 5,500 m 時
- 巡航速度: 625 km/h （390 mph）
- 航続距離: 

  - 1,127 km (700 mi) - 胴体内燃料のみ
  - 1,675 km (1,040 mi) - 増槽装備時
- 実用上昇限度: 10,900 m （35,800 ft）
- 翼面荷重: 161.2 kg/m2 （44.6 lb/ft2）
- 馬力荷重（プロペラ）: 441 W/kg （0.198 hp/lb）

武装
- ロケット弾か爆弾を搭載可能
- 固定武装: イスパノ Mk V 20 mm 機関砲 × 4
- ロケット弾: 76 mm ロケット弾 × 12
- 爆弾: 908 kg (2,000 lb)

## 現存する機体
- 情報に揺れのあるものがある。
- すべてを網羅しているわけではない。

| 型名              | 番号                     | 機体写真 | 所在地                                      | 所有者                                                               | 公開状況 | 状態     | 備考 |
| ----------------- | ------------------------ | -------- | ------------------------------------------- | -------------------------------------------------------------------- | -------- | -------- | --- |
| FB Mk.10 FB Mk.11 | TF916 316 37733          |          | イギリス サマセット州                       | フライング・レジェンズ                                               | 公開     | 飛行可能 | オーストラリア海軍のWH589号機の塗装がされている。 |
| FB Mk.11          | TG114 6S/609972          |          | アメリカ テキサス州                         | ルイス・エア・レジェンズ                                             | 公開     | 飛行可能 | レースに出場している際は赤い232の塗装だが、RCAF所属時の塗装でも飛行を行っている。                                                                                                   |
| FB Mk.11          | TG119 41H/609977         |          | カナダ オンタリオ州                         | カナダ航空宇宙博物館                                                 | 公開     | 静態展示 | |
| FB Mk.11          | VR930                    |          | イギリス サマセット州                       | イギリス海軍歴史飛行小隊                                             | 公開     | 修理中   | |
| FB Mk.11          | VW232                    |          | オーストラリア キャンベラ                   | オーストラリア戦争記念館                                             | 公開     | 静態展示 | VX730号機の塗装がされている。 |
| FB Mk.11          | VW623 41H/613993         |          | イギリス                                    | イギリス海軍航空博物館                                               | 公開     | 静態展示 | WG630号機の塗装がされている。 |
| FB Mk.11          | VW647                    |          | イギリス インナー・ロンドン                 | カムデン・ミュージアム・オブ・エイヴィエーション                     | 非公開   | 静態展示 | |
| T Mk.20S          | VX281 ES.3615            |          | アメリカ カリフォルニア州                   | ゼイガー航空機株式会社 (Zager Aircraft Corporation)                  | 非公開   | 飛行可能 | |
| T Mk.20S          | VX300 ES.8502            |          | アメリカ カリフォルニア州                   | サンダース航空社                                                     | 非公開   | 飛行可能 | |
| T Mk.20 T Mk.20S  | VX302                    |          | アメリカ                                    | ステュアート航空株式会社 (Stuart Aviation Inc.)                      | 非公開   | 飛行可能 | |
| FB Mk.11          | VX653                    |          | イギリス                                    | ザ・ファイター・コレクション                                         | 公開     | 修復中   | |
| T Mk.20S          | VZ345 ES.8503            | 写真     | イギリス                                    | ザ・ファイター・コレクション                                         | 非公開   | 修復中   | |
| T Mk.20 T Mk.20S  | VZ351 41H/620568 ES.9506 | 写真     | アメリカ テキサス州                         | ルイス・エア・レジェンズ                                             | 公開     | 飛行可能 | |
| T Mk.20S          | VZ365 ES.3612            |          | アメリカ ニューヨーク州                     | T-G空力株式会社(T-G Air Power Inc.)                                  | 非公開   | 飛行可能 | |
| T Mk.20           | VZ368                    |          | アメリカ カリフォルニア州                   | サンダース航空術株式会社                                             | 非公開   | 飛行可能 | |
| T Mk.20S          | WE280                    |          | アメリカ カリフォルニア州                   | サンダース航空術株式会社                                             | 公開     | 修復中   | |
| FB Mk.11          | WG565 41H/636292         | 写真     | カナダ アルバータ州                         | アルバータ軍事博物館                                                 | 公開     | 静態展示 | |
| FB Mk.11          | WG567 41H/636294         |          | アメリカ ウィスコンシン州                   | ウェルビング航空株式会社 (Woelbing Aviation LLC)                     | 非公開   | 飛行可能 | |
| T Mk.20 T Mk.20S  | WG652 ES.8509            |          | アメリカ テキサス州 (チェコ 中央ボヘミア州) | 航空機保証株式会社 (ムニチョボ・フラディシュチェ空港)                | 非公開   | 飛行可能 | |
| T Mk.20S          | WG655 ES.3616 41H/636070 |          | イギリス サマセット州                       | フライング・レジェンズ                                               | 公開     | 飛行可能 | |
| FB Mk.11          | WH587 41H/636334         |          | アメリカ カリフォルニア州                   | グレッチェル航空機株式会社(Gretchell Aircraft Inc.)                  | 非公開   | 飛行可能 | |
| FB Mk.11          | WH589 41H/636336         |          | アメリカ ウィスコンシン州                   | ウェルビング航空株式会社                                             | 非公開   | 修復中   | |
| FB Mk.11          | WJ231                    |          | イギリス サマセット州                       | イギリス海軍航空博物館                                               | 公開     | 静態展示 | |
| FB Mk.11          | WJ288 41H/696792         |          | アメリカ テキサス州                         | 記念空軍(CAF)                                                        | 公開     | 飛行可能 | |
| FB Mk.11          | WM483 37721              | 写真     | アメリカ アイダホ州                         | リノ・エアレーシング・アンリミテッド                                 | 非公開   | 飛行可能 | |
| FB Mk.11          | WN480 37757 41H/65816    | 写真     | アメリカ ワシントン州                       | ライトフット航空(Lightfoot Aviation)                                 | 非公開   | 飛行可能 | |
| FB Mk.11          | WH613 UB466              | 写真     | ミャンマー ネーピードー                     | 防衛部隊博物館 (Defence Services Museum)                             | 公開     | 静態展示 | 1961年2月14日に、タイ国境近くのビルマ北部で戦っている中国国民党軍への補給のため領空侵犯した中華民国空軍のPB4Y-2を迎撃したが撃墜された機体。操縦していたピーター中尉が死亡した。（KM |
| FB Mk.11          | WN486 UB471              | 写真     | ミャンマー ネーピードー                     | 防衛部隊博物館                                                       | 公開     | 静態展示 | |
| FB Mk.11          | WJ293 37542              | 写真     | アメリカ テキサス州                         | ジョン・シャッケルフォールド氏 (John Shackelford)                    | 非公開   | 飛行可能 | |
| FB Mk.51          | 6-43 6310                |          | オランダ ユトレヒト州                       | 国立軍事博物館                                                       | 公開     | 静態展示 | |
| F Mk.10           | ISS20 37514              |          | 南アフリカ ポートエリザベス                 | ステュアート・D・デイヴィッドソン氏 (Stuart D. Davidson)             | 非公開   | 飛行可能 | |
| F Mk.10           | ISS23 37703              |          | アメリカ ニューメキシコ州                   | ウォー・イーグルス航空博物館                                         | 公開     | 静態展示 | |
| F Mk.10           | 37517                    | 写真     | アメリカ テキサス州                         | ジェイミー・ステュアート・ドーソン氏 (Jamie Stuart Dawson)           | 非公開   | 飛行可能 | |
| FB Mk.11          | 37729 41H/65802          |          | オーストラリア クイーンズランド州           | ズクーリ歴史航空機コレクション (Zucooli Classic Aircraft Collection) | 公開     | 飛行可能 | |
| F Mk.10           | 37723 41H/643827         | 写真     | オーストラリア                              | オーストラリア政府？                                                 | 非公開   | 飛行可能 | WJ232号機の塗装がされている。 |
| FB Mk.11          | 41H/656803               | 写真     | アメリカ カリフォルニア州                   | サンダース航空術株式会社                                             | 非公開   | 飛行可能 | |
| F Mk.10           | 37525 41H/656823         |          | アメリカ ミズーリ州                         | ステファン・パターソン氏 (Stephen Patterson)                         | 非公開   | 飛行可能 | |
| F Mk.10           | 243(IQAF) 37534          |          | 中国 香港                                   | アンガス・ララード氏 (Angus Larard)                                  | 非公開   | 飛行可能 | |
| F Mk.10           | 315 (IQAF) 37539         |          | イギリス サマセット州                       | フライング・レジェンズ                                               | 公開     | 飛行可能 | FB Mk.11 SR661号機の塗装がされている。 |
| T Mk.20           | 249(IQAF) 37731          |          | ベルギー アントワープ                       | アントワープ国際空港 (所有:Vintage Fighter Aircraft)                 | 公開     | 飛行可能 | |
| FB Mk.11          | 542                      |          | キューバ ラ・ハバナ州                       | 革命博物館                                                           | 公開     | 静態展示 | |
| FB Mk.11          | 543                      |          | キューバ マタンサス州                       | ヒロンビーチ市立博物館                                               | 公開     | 静態展示 | 運用時と関係のない塗装がされている。 |